# MultiRead
MultiRead ist eine OSTA-Gerätespezifikation, durch die ein CD-ROM-Laufwerk CD-RW-Medien lesen kann. CD-RWs reflektieren das Licht des Lasers schwächer als eine CD-ROM. Aufgrund dieses geringen Reflexionsgrades muss der Schwellwert des CD-ROM-Laufwerks sich automatisch an die mittlere Reflektivität anpassen.